# 单细胞生物

大腸桿菌放大10000倍

生物可以根据构成的細胞數目分爲单细胞生物和多細胞生物。单细胞生物只由单个细胞组成，而且经常会聚集成为细胞集落。單細胞生物能獨立完成新陳代謝及繁殖等活動。单细胞生物的结构层次只有细胞，没有动植物包含的组织、器官和系统
地球上最早的生物大約在距今35億至41億年前形成，原核生物是最原始的生物，如細菌和藍綠藻且是在溫暖的水中發現。
单细胞生物包括所有古细菌和真细菌和很多原生生物。
根据旧的分类法有很多动物，植物和真菌多是单细胞生物。
按中國大百科全書（80年代版本）分類型，單細胞生物是包括了原核生物和原生生物兩個界的總界，而多細胞的真菌是自成一界，并和動物與植物合稱多細胞生物總界。
而因為不少原生生物和接近自己的多細胞生物差距，小於其和原核生物間差距，所以單細胞和多細胞現在不再被視為有效的分類域或界。
变形虫算作单细胞动物，它的一些种类却算作黏菌，带鞭毛的鞭毛虫如眼虫有时被归为单细胞藻类或者是单细胞动物。新的分类法中，所有的真核单细胞生物都算作原生生物。
黏菌根据最近的研究认为可以独立成界，虽然他们在正常情况下为单细胞，但其直径大小可达80厘米。它可以勉强被归到真菌中，因为它们也会呈现出类似变形虫的状态。
單細胞生物雖然只由一個細胞構成，但也能完成營養、呼吸、排泄、運動、生殖和調節等生命活動。
單細胞在整個動物界中屬最低等最原始的動物。
單細胞生物主要分有核和無核的單細胞。
有核的如草履蟲就是典型的有核單細胞生物。有核單細胞生物主要由細胞核、細胞質、還有細胞器。它包括：粒線體、高爾基體、核糖體、細胞膜、這是動物型單細胞。
如果是植物型單細胞比如紅藻，就是細胞壁、細胞核、細胞質，它的細胞器就包括粒線體、高爾基體、核糖體、葉綠體、細胞膜。　　
单或多细胞生物的分类只是描述性的，并不能提供任何亲缘、新陈代谢、构造和习性方面的信息。單細胞生物亦不等於微生物，後者包括病毒和一些微小的多細胞生物，而世界上還有少數大到肉眼可見的單細胞生物。

## 参見
- 多細胞生物

## 外部连結
- Einzeller Video（页面存档备份，存于）
- 单细胞植物和单细胞动物的区别 （页面存档备份，存于）